# Літачки
«Літачки» (англ. Planes) — американський анімаційний фільм 2013 року, створений «DisneyToon Studios» і випущений «Walt Disney Pictures». Є спін-оффом мультиплікаційної франшизи «Тачки» студії «Pixar». Прем'єра мультфільму в Україні відбулась 22 серпня 2013 року.

## Сюжет
Дія відбувається у всесвіті мультфільму «Тачки». Пилюк Вітрогон (Dusty Crophopper) — скромний трудяга-літак, що працює сільськогосподарським розпилювачем на заштатному провінційному аеродромі «Пропелерівськ». Однак, це не заважає йому мріяти про те, аби одного дня взяти участь у навколосвітніх перегонах на крилай навколо світу. Тільки;— Пилюк панічно боїться великої висоти. Тому, коли волею випадку він все ж таки стає учасником відбірного туру повітряних змагань, Пилюку доводиться шукати допомоги у ветерана військово-морської авіації, відставного винищувача;— Капітана. За допомогою мудрого вчителя Пилюк зможе подолати свої слабкості і кинути виклик гордовитому чемпіону;— Громилу, а увесь світ із завмиранням серця стежитиме за гонкою у небесах.

## Ролі озвучували
| Актор                 | Роль      |
| --------------------- | --------- |
| Дейн Кук              | Пилюк     |
| Стейсі Кіч            | Шкіпер    |
| Пріянка Чопра         | Ішані     |
| Джулія Луїс-Дрейфус   | Рошель    |
| Тері Гетчер           | Крапочка  |
| Вел Кілмер            | Браво     |
| Бред Гаррет           | Чахлик    |
| Джон Кліз             | Бульдог   |
| Ентоні Едвардз        | Ехо       |
| Седрік «Розважальник» | Лідботтом |

## Український дубляж
| Актор               | Роль                  |
| ------------------- | --------------------- |
| В'ячеслав Ніколенко | Пилюк                 |
| Олег Прімогенов     | Шкіпер                |
| Юлія Перенчук       | Ішані                 |
| Катерина Сергеєва   | Рошель                |
| Оксана Поліщук      | Крапочка              |
| Володимир Паляниця  | Браво                 |
| Віктор Данилюк      | Чахлик                |
| Михайло Кришталь    | Бульдог               |
| Роман Чорний        | Ехо                   |
| Василь Мазур        | Черевань              |
| Михайло Кукуюк      | Ель Чупакабра         |
| Кирило Нікітенко    | Громило               |
| Ігор Рода           | Ковбой                |
| Сергій Солопай      | Нет                   |
| Дмитро Вікулов      | Зет                   |
| Анатолій Зіновенко  | Брент Мустангбургер   |
| Михайло Войчук      | Колін Капот           |
| Дмитро Завадський   | Спалах                |
| В'ячеслав Довженко  | Франц фон Месершмітен |

А також:  Ігор Рода, Микола Боклан, Андрій Альохін, Матвій Ніколаєв, Катерина Качан, Валерій Легін, В'ячеслав Дудко, Володимир Канівець, Юрій Сосков, Дмитро Сова, Катерина Башкіна-Зленко, Людмила Барбір. 
- Фільм дубльовано на студії Le Doyen на замовлення «Disney Character Voices International» у 2013 році.
- Режисер дубляжу: Іван Марченко
- Переклад синхронного тексту і пісні: Сергій SKA Ковальчук
- Музичний керівник: Тетяна Піроженко
- Пісню «Літачок «Любов»» виконують Михайло Кукуюк, Тетяна Піроженко, Сергій Юрченко
- Творчий консультант: Maciej Eyman
- Мікс-студія: Shepperton International

## Виробництво
«Літачки» засновані на концепції, створеній Джоном Лассетером. Незважаючи на те, що анімаційна студія Pixar не займалась створенням фільму, Лассетер, який був режисером попередніх двох мультфільмів, є також виконавчим продюсером цього фільму.

## Відео-гра
Студія Disney 6 серпня 2013 року випустила відео-гру, засновану на фільмі. Гру було випущено на Wii U, Wii, Nintendo 3DS і Nintendo DS.